# Игл Лејк (Тексас)
Игл Лејк (енгл. Eagle Lake) град је у америчкој савезној држави Тексас. По попису становништва из 2010. у њему је живело 3.639 становника.

## Демографија
Према попису становништва из 2010. у граду је живело 3.639 становника, што је 25 (0,7%) становника мање него 2000. године.
| Група             | 2000.         | 2010.         |
| Белци             | 1.156 (31,6%) | 833 (22,9%)   |
| Афроамериканци    | 857 (23,4%)   | 827 (22,7%)   |
| Азијати           | 0 (0,0%)      | 4 (0,1%)      |
| Хиспаноамериканци | 1.620 (44,2%) | 1.990 (54,7%) |
| Укупно            | 3.664         | 3.639         |